# Lu Minjia
Lu Minjia (chinesisch 陆 敏佳, Pinyin Lù Mǐnjiā; * 29. Dezember 1992) ist eine chinesische Weitspringerin.

## Sportliche Laufbahn
Erste internationale Erfahrungen sammelte Lu Minjia bei den Jugendweltmeisterschaften 2009 in Brixen, bei denen sie mit 6,22 m die Goldmedaille gewann. Anschließend gewann sie auch bei den Ostasienspielen in Hongkong mit 6,24 m die Bronzemedaille hinter ihrer Landsfrau Chen Yaling und Saeko Okayama aus Japan. 2010 nahm sie an den Leichtathletik-Hallenweltmeisterschaften in Doha teil und schied dort mit 6,25 m in der Qualifikation aus. Während der Freiluftsaison siegte sie bei den Juniorenasienmeisterschaften in Hanoi mit 6,47 m im Weitsprung sowie Silber mit der chinesischen 4-mal-100-Meter-Staffel. Ende Oktober nahm sie an den Asienspielen im heimischen Guangzhou teil und erreichte dort mit 6,36 m Rang sechs. 2011 gewann sie mit 6,52 m die Silbermedaille bei den Asienmeisterschaften in Kōbe hinter der Inderin Mayookha Johny und 2012 siegte sie mit 6,33 m bei den Hallenasienmeisterschaften in Hangzhou. 
Zwei Jahre später wurde sie beim Continental-Cup in Marrakesch mit 6,14 m Siebte und belegte bei den Asienspielen im südkoreanischen Incheon mit 6,28 m den sechsten Platz. 2015 siegte sie bei den Asienmeisterschaften in Wuhan mit 6,52 m und erhielt damit ein Freilos für die Weltmeisterschaften in Peking, bei denen sie mit 6,01 m in der Qualifikation ausschied. 2016 folgte ein sechster Platz bei den Hallenasienmeisterschaften in Doha mit erreichten 6,09 m. Zwei Jahre darauf nahm sie erneut an den Asienspielen in der indonesischen Hauptstadt Jakarta teil und wurde dort mit 6,50 m Vierte. Bei den Asienmeisterschaften 2019 in Doha gewann sie mit einer Weite von 6,38 m zum zweiten Mal nach 2015 den Titel. Ende Oktober erreichte sie dann bei den Militärweltspielen in Wuhan mit 5,99 m Rang sechs. 
2010 und 2017 wurde Lu chinesische Meisterin im Weitsprung.

## Persönliche Bestleistungen
- Weitsprung: 6,74 m (+1,0 m/s), 23. Oktober 2009 in Jinan
  - Weitsprung (Halle): 6,58 m, 22. Februar 2011 in Nanjing